# Xinfu (Fushun)
Der Stadtbezirk Xinfu (chinesisch 新抚区, Pinyin Xīnfǔ Qū) ist ein Stadtbezirk der bezirksfreien Stadt Fushun im Nordosten der Provinz Liaoning der Volksrepublik China. Der Stadtbezirk hat eine Fläche von 109,5 km² und 222.984 Einwohner (Stand: Zensus 2020).

## Administrative Gliederung
Auf Gemeindeebene setzt sich der Stadtbezirk aus sechs Straßenvierteln zusammen. Diese sind:
- Straßenviertel Zhanqian 站前街道
- Straßenviertel Donggongyuan 东公园街道
- Straßenviertel Fumin 福民街道
- Straßenviertel Xinfu 新抚街道
- Straßenviertel Yulin 榆林街道
- Straßenviertel Yong’antai 永安台街道